# Великознаменский сельский совет (Каменско-Днепровский район)
Великознаменский сельский совет (укр. Великознам'янська сільська рада) — входит в состав
Каменско-Днепровского района
Запорожской области
Украины.
Административный центр сельского совета находится в 
с. Великая Знаменка.

## История
- 1918 — дата образования.

## Населённые пункты совета
- с. Великая Знаменка
- с. Новоалексеевка